# Mikini dani
"Mikini dani" su kulturna manifestacija bačkih Hrvata koja se održava u kolovozu u selu Beregu u Bačkoj, u autonomnoj pokrajini Vojvodini, Srbija.
Organizator ove manifestacije je Hrvatsko kulturno prosvjetno društvo "Silvije Strahimir Kranjčević", u čast poznatom violinisti Miki Ivoševu Kuzmi. 
Održavaju se od 1994. godine, uz pomoć Ministarstva kulture Republike Srbije, Pokrajinskog tajništvo za obrazovanje i kulturu, Općine Sombor, Generalnog konzulata Republike Hrvatske u Subotici, HNV-a i Mjesne zajednice Bački Breg.

U programu "Mikinih dana" su šokačke narodne igre, tamburaška večer i natjecanje u kuhanju ribljeg paprikaša. Dio "Mikinih dana" je tamburaški festival i likovana kolonija (slike u tehnici ulja na platnu i duborezi).

## Vanjske poveznice
- Hrvatska riječ[neaktivna poveznica] Vrsnom violinistu na čast i spomen